# Moordrecht

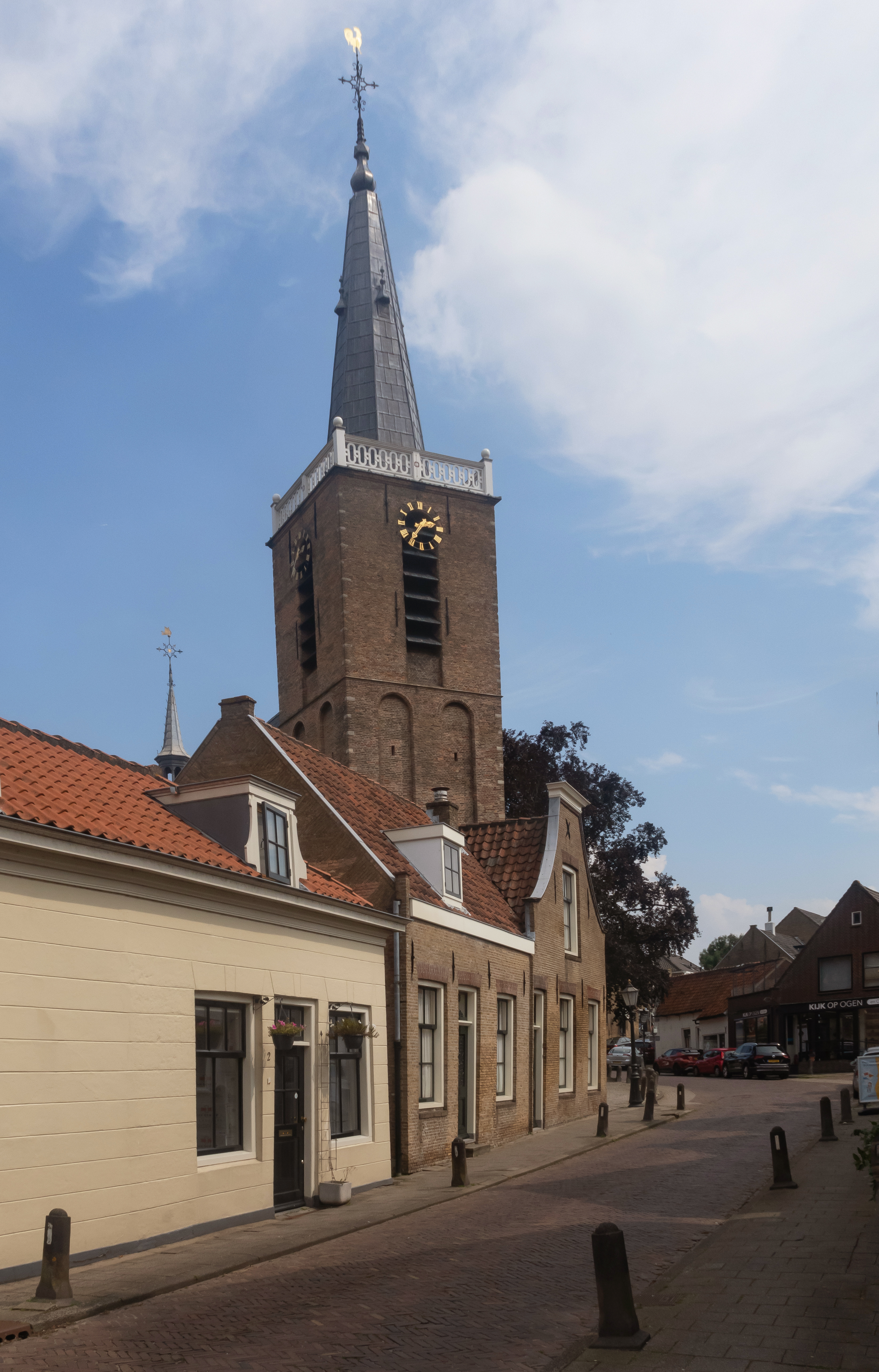
Igreja

Moordrecht (nl) é uma vila e município da província de Holanda do Sul, nos Países Baixos, situada ao longo do rio Hollandse IJssel.
Em setembro de 2006, 93% da população de Moordrecht optou por referendo por buscar uma conurbação com os municípios vizinhos de Nieuwerkerk aan den IJssel e Zevenhuizen-Moerkapelle . Apenas 7% optaram pela unificação com Gouda. Com base neste resultado, o conselho municipal decidiu formar o novo município Zuidplas em 2010 com as vilas de Nieuwerkerk aan den IJssel e Zevenhuizen-Moerkapelle.
A cidade é o local de nascimento do futebolista Memphis Depay.
"Moor" significa pântano, charco ou 'charneca', enquanto "drecht" significa terra inundada ou algo semelhante.